# Chrosiothes
Chrosiothes là một chi nhện trong họ Theridiidae.